# Billet de 5 nouveaux francs Victor Hugo
Pour les articles homonymes, voir 5 francs.
Recto
Verso
Chronologie
5 francs Berger 5 francs Pasteur
Le 5 nouveaux francs Victor Hugo est un billet de banque français créé le 5 mars 1959, émis à partir du 4 janvier 1960 par la Banque de France. Il fait suite au 500 francs Victor Hugo et sera remplacé par le 5 francs Pasteur.

## Historique
Ce billet polychrome imprimé en taille-douce appartient à la série des « personnalités célèbres » qui ont conduit à la création de la France en tant qu’État moderne. Les autres personnalités sont : Richelieu, Henri IV et Bonaparte.
Ce billet comprend l'abréviation « NF » pour « nouveaux francs ».
Imprimé de mars 1959 à novembre 1965, ce billet est progressivement retiré de la circulation à compter du 3 janvier 1967, et cesse d'avoir cours légal le 1er avril 1968.
Son tirage est de 402 500 000 exemplaires.

## Description
La vignette est identique au 500 francs Victor Hugo : seules les cartouches jaunes situées au recto sont désormais typographiées « 5 NF » et « Cinq nouveaux francs », à la suite de la réforme de 1958.
Au verso, « 500 » est remplacé par un « 5 ».

## Remarques
- Entre 1960 et 1967, circula également une pièce de monnaie de 5 francs en argent.
- "Il posa un misérable sur le rade" dans le roman Du sirop pour les guêpes de San-Antonio, Frédéric Dard, 1960, fait très probablement allusion à ce billet.